# Go 2
Go 2 — второй студийный альбом британской рок-группы XTC. Альбом был выпущен 6 октября 1978 года лейблом Virgin Records. Британская версия не содержала синглов, но американская и канадская версии включали сингл «Are You Receiving Me?», выпущенный 27 октября 1978 года, и видеоклип на эту песню.
Это последний альбом, в записи которого принял участие клавишник Барри Эндрюс, впоследствии основавший группу Shriekback.

## История
К августу 1978 года XTC были готовы записать свой следующий альбом после White Music. Группа связалась с Брайаном Ино, узнав, что он их поклонник, но он отказался, сказав, что они достаточно хороши, чтобы продюсировать альбом самостоятельно. Virgin отклонила совет Ино, и группа вместо этого вернулась на Abbey Road с продюсером Джоном Леки. Один из треков альбома, «Battery Brides (Andy Paints Brian)», был написан в память об Ино.

## Отзывы
| Оценки критиков               | Оценки критиков |
| Источник                      | Оценка          |
| ----------------------------- | --------------- |
| AllMusic                      | [ 4 ]           |
| Chicago Tribune               | [ 5 ]           |
| Christgau's Record Guide      | B−              |
| Pitchfork                     | 6.9/10          |
| Q                             | [ 8 ]           |
| The Rolling Stone Album Guide | [ 9 ]           |
| Sounds                        | [ 10 ]          |
| Spin Alternative Record Guide | 7/10            |

Альбом получил положительные отзывы музыкальной критики и интернет-изданий.
Как и White Music, альбом Go 2 получил высокую оценку в Sounds, Melody Maker и New Musical Express. Газета Nottingham Evening Post написала, что «здесь более широкий спектр экспериментов, меньше инструментального беспорядка и множество непредсказуемых поворотов», и отметила, что припевы «такие же хитроумно разрушительные».

## Список композиций
| №  | Название                             | Автор(ы)       | Длительность |
| -- | ------------------------------------ | -------------- | ------------ |
| 1. | «Meccanik Dancing (Oh We Go!)»       | Andy Partridge | 2:36         |
| 2. | «Battery Brides (Andy Paints Brian)» | Partridge      | 4:37         |
| 3. | «Buzzcity Talking»                   | Colin Moulding | 2:41         |
| 4. | «Crowded Room»                       | Moulding       | 2:53         |
| 5. | «The Rhythm»                         | Moulding       | 3:00         |
| 6. | «Red»                                | Partridge      | 3:02         |

| №  | Название                         | Автор(ы)      | Длительность |
| -- | -------------------------------- | ------------- | ------------ |
| 1. | «Beatown»                        | Partridge     | 4:37         |
| 2. | «Life Is Good in the Greenhouse» | Partridge     | 4:41         |
| 3. | «Jumping in Gomorrah»            | Partridge     | 2:04         |
| 4. | «My Weapon»                      | Barry Andrews | 2:20         |
| 5. | «Super-Tuff»                     | Andrews       | 4:27         |
| 6. | «I Am the Audience»              | Moulding      | 3:48         |

## Чарты
| Чарт (1978)                              | Высшая позиция |
| ---------------------------------------- | -------------- |
| Австралия (Kent Music Report)            | 93             |
| Великобритания (Official Charts Company) | 21             |